# Hersiliola xinjiangensis
Espèce
Synonymes
- Hersilia xinjiangensis Liang & Wang, 1989

Hersiliola xinjiangensis est une espèce d'araignées aranéomorphes de la famille des Hersiliidae.

## Distribution
Cette espèce est endémique du Xinjiang en Chine,. Elle se rencontre à Ürümqi.

## Description
Le mâle mesure 5,0 mm et la femelle 5,8 mm.

## Étymologie
Son nom d'espèce, composé de xinjiang et du suffixe latin -ensis, « qui vit dans, qui habite », lui a été donné en référence au lieu de sa découverte.

## Taxinomie
Les spécimens d'Ouzbékistan, décrits par Marusik en 2009, ont été décrits comme une espèce nouvelle Hersiliola esyunini par Marusik et Fet en 2009.

## Publication originale
- Liang & Wang, 1989 : A new species of spiders of the genus Hersilia in Xinjiang. Journal of August 1st Agricultural College, vol. 12, p. 56-58.